# Peugeot Type 173
La Peugeot type 173 torpédo Sport est un modèle d'automobile Peugeot de 1923.